# Maurice Anthony Biot
Maurice Anthony Biot (Antwerpen, 25 mei 1905 – Sint-Lambrechts-Woluwe, 12 september 1985) was een Belgisch-Amerikaans ingenieur, natuurkundige en wiskundige. Hij ontwikkelde de Biottheorie die de fundamenten legde van de latere theorie van de poroëlasticiteit, die deel uitmaakt van de mechanica in poreuze middens.

## Levensloop

### Afkomst en studies
Biot was enig kind en verbleef tijdens de Eerste Wereldoorlog met zijn ouders in Londen en daarna in Parijs en Chambéry wat zijn talenkennis ten goede kwam. Na de oorlog volgde hij middelbaar onderwijs in zijn geboortestad Antwerpen en volgde daarna nog een voorbereidend jaar wiskunde in Brussel.
In 1924 ging hij naar de Universiteit van Leuven, behaalde er in 1927 een baccalaureaat in de Thomistische filosofie en studeerde er uiteindelijk af als burgerlijk mijnbouwkundig ingenieur (1929) en burgerlijk elektrisch ingenieur (1930). In 1931 promoveerde Biot tot doctor in de natuurwetenschappen met het proefschrift L’étude théorique des courants induits (theoretische studie van inductiestromen). Zijn promotoren waren Georges Lemaître en Charles Manneback. Dankzij de Belgian American Educational Foundation kon Biot zijn studies verderzetten aan het California Institute of Technology in Pasadena. Hij behaalde er onder Theodore von Kármán een Ph.D in de aeronautische wetenschappen met het proefschrift Concept of response spectrum based on the earthquake acceleration. Hierin introduceerde hij het shock response spectrum (SRS), een grafische presentatie van de reactie, per frequentie, van een schok op een voorwerp.
Biot keerde terug naar België en werd vorser voor het Nationaal Fonds voor Wetenschappelijk Onderzoek, waarvoor hij onderzoek deed aan de Technische Universiteit Delft, de Georg-August-Universität Göttingen en de ETH Zürich.

### Periode 1934-1952
Vanaf 1934 doceerde Biot toegepaste wiskunde aan de Harvard University, het jaar daarop keerde hij terug naar Pasadena. In 1936 doceerde hij in Leuven de vakken elasticiteit in het Nederlands en rationele mechanica in het Frans en van 1937 tot in 1946 gaf hij de vakken theoretische mechanica en natuurkundige wiskunde aan de Columbia University in New York. Daarna gaf hij tot in 1952 het vak toegepaste natuurkunde aan de Brown University in Providence.
In de jaren 1930 deed Biot vooral stabiliteitsonderzoek bij aardbevingen en publiceerde hij zijn eerste werken over de niet-lineaire elasticiteit. Samen met Theodore von Kármán schreef hij in 1940 het werk Mathematical Methods in Engineering, een referentiewerk in de toegepaste wiskunde, dat in negen talen werd vertaald. In het domein van de grondmechanica ontwikkelde Biot in 1941 een driedimensionale theorie voor de consolidatie; daarvoor had Karl von Terzaghi reeds de eendimensionale gevallen behandeld.
Tijdens de Tweede Wereldoorlog onderbrak Biot, die inmiddels genaturaliseerd was tot Amerikaan, zijn activiteiten aan de Columbia University om in opdracht van de US Navy onderzoek te doen in het Aeronautical Laboratorium in Pasadena naar onder meer het effect van de impact van bommen op onderzeeërs. Hij leidde in 1943 de afdeling Structural Dynamics van de US Navy in Washington en nam daarna, wegens zijn goede kennis van het Duits, deel aan enkele technische missies met gevechtseenheden in Europa.

### Vanaf de jaren 1950
Vanaf 1952 deed Biot voornamelijk onderzoek in opdracht van onder meer Royal Dutch Shell en de Cornell University in Ithaca en publiceerde in die periode vele wetenschappelijk werken.
In een aantal van deze werken ontwikkelde hij de Biottheorie die de fundamenten legde van de theorie van de poroëlasticiteit, die het mechanisch gedrag beschrijft van vloeistofverzadigde poreuze middens. Biot toonde de noodzakelijkheid aan om twee bijkomende coëfficiënten, de zogenaamde Biotcoëfficiënten, in te voeren om poreuze middens te kunnen beschrijven. De definitieve versie van de zogenaamde Biottheorie werd in 1962 gepubliceerd.
Hij publiceerde eveneens op het gebied van de aerodynamica, warmteoverdracht, viscoëlasticiteit en thermoelasticiteit. Hij ontwikkelde irreversibel processen in de thermodynamica door een algemene vorm van vrije energie in te voeren.
Van 1962 tot 1982 was hij in dienst van het Mobil Research and Development Corporation in Dallas als onderzoeker en wetenschappelijk adviseur in de rotsmechanica. In 1970 ging Biot terug in België wonen. Hij bleef regelmatig naar Dallas reizen om er zijn wetenschappelijk werk voort te zetten.

## Erkenning
Biot kreeg in 1971 een eredoctoraat aan de universiteit van Luik. Hij was vanaf 1962 lid van de American Academy of Arts and Sciences sinds 1962 en vanaf 1966 lid van de Académie royale des sciences, des lettres et des beaux-arts de Belgique. In 1962 won hij de Timoshenko Medal, de hoogste onderscheiding van de American Society of Mechanical Engineers.